# بينجامين أنغوا
بينجامين أنغووا (بالفرنسية: Benjamin Brou Angoua)‏ (مواليد 28 نوفمبر 1986 في أنياما - ساحل العاج) لاعب كرة قدم عاجي يلعب حاليا لصالح نادي الدرجة الأولى فالينسيان الفرنسي منذ 2010 في مركز قلب الدفاع .

## روابط خارجية
- بينجامين أنغوا على موقع الاتحاد الدولي (مؤرشف)  (الإنجليزية)
- بينجامين أنغوا على موقع رابطة كرة القدم الفرنسية للمحترفين (الإنجليزية)
- بينجامين أنغوا على موقع الدوري الأمريكي (الإنجليزية)
- بينجامين أنغوا على موقع قاعدة بيانات كرة القدم.إي يو (الإنجليزية)
- بينجامين أنغوا على موقع ناشيونال فوتبول تيمز (الإنجليزية)
- بينجامين أنغوا على موقع Soccerway.com (الإنجليزية)
- بينجامين أنغوا على موقع عالم كرة القدم.نت (الإنجليزية)
- بينجامين أنغوا على موقع أوليمبيديا (الإنجليزية)
- بينجامين أنغوا على موقع AS.com (الإسبانية)